# George Huntington

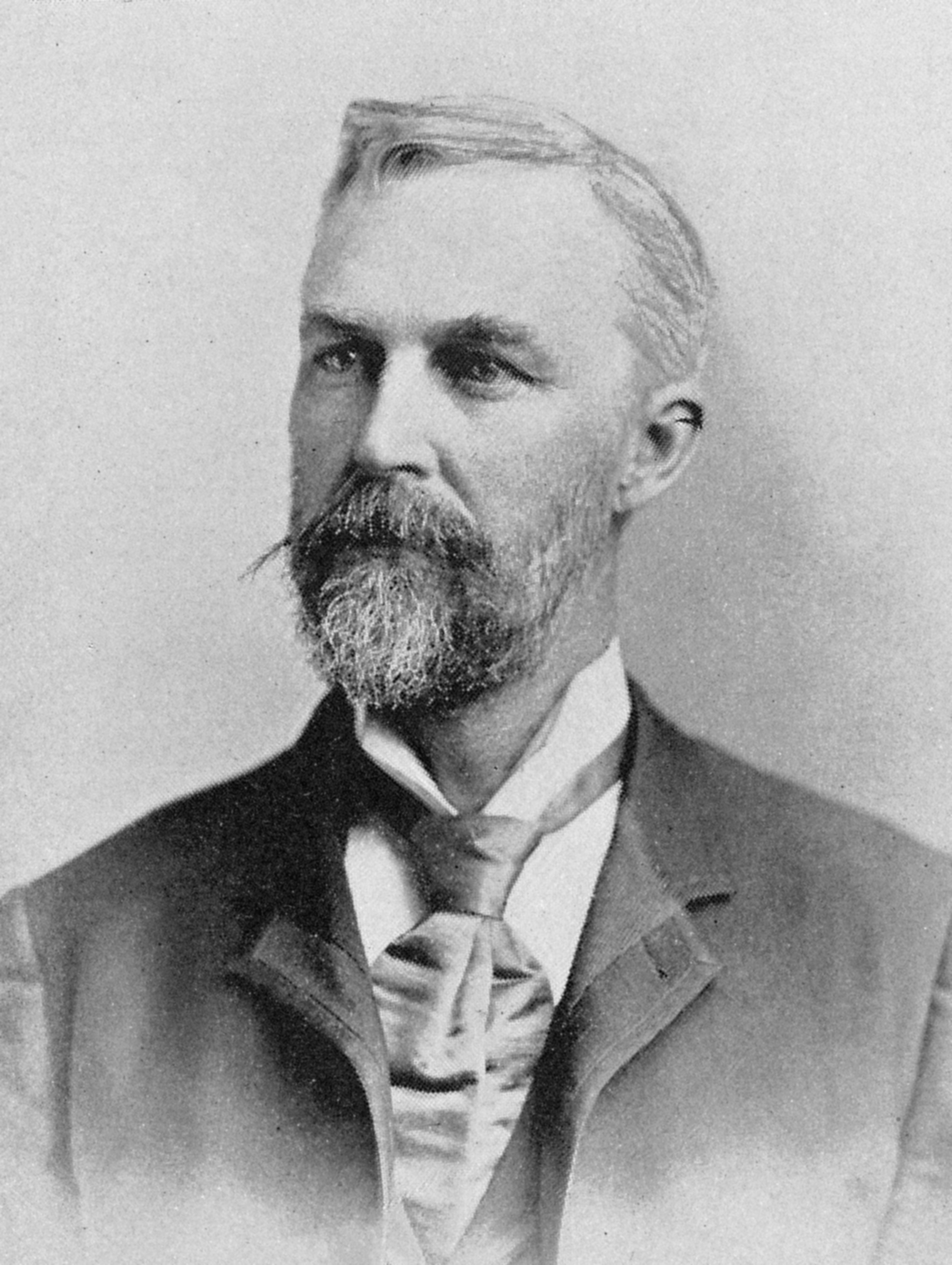
George Huntington

George Huntington (East Hampton, 9 april 1850 – New York, 3 maart 1916) was een Amerikaans huisarts die vooral bekend werd door de door hem in 1872 beschreven en naar hem genoemde ziekte van Huntington.
In de huisartsenpraktijk van zijn vader (en voorheen zijn grootvader) had hij patiënten gezien die ernstige onwillekeurige bewegingen vertoonden en bovendien deze ziekte doorgaven aan sommigen van hun kinderen. Direct na zijn afstuderen hield hij een lezing over deze bijzondere en volgens hem erfelijke ziekte die naar hij dacht alleen in New York voorkwam. Zijn toehoorders adviseerden hem zijn observaties te publiceren. Het artikel werd geplaatst in the Medical and Surgical Reporter of Philadelphia, op 13 april 1872. Er verscheen een samenvatting van het artikel, geschreven door A. Kussmaul en C.W.H. Nothnagel, in het in Europa wijdverspreide Virchow's-Hirsch's Jahrbuch für 1872 (Berlijn). Op een congres van de New York Neurological Society in 1909 werd besloten de naam van George Huntington te verbinden aan de ziekte chorea hereditaria adultorum.